# 長鰨
長鰨為輻鰭魚綱鰈形目鰨亞目鰨科的其中一種，為熱帶海水魚，分布於西印度洋區，從紅海、波斯灣至斯里蘭卡、印度海域，棲息深度8-28公尺，體長可達30公分，棲息在沿岸沙泥底質底層水域，以底棲性無脊椎動物為食，生活習性不明，可作為食用魚。
其种加词“elongata”意为“长的”。